# 恩齡
恩齡 (1867年—?)，字樵雲，号景棠，李佳氏，內務府鑲黃旗漢軍人，清朝政治人物、進士出身。
光緒十七年辛卯科举人，十八年（1892年），参加光緒壬辰科殿試，登進士二甲129名。同年五月，以主事分部学习。
堂弟耆齡，兄弟同榜进士。